# Rey Sol (álbum)
Rey Sol es el undécimo álbum de Fito Páez editado en el año 2000.
El diablo de tu corazón fue el corte de difusión que más se escuchó en las radios.
El álbum se presentó el 1º de diciembre de 2000 en el Estadio Obras Sanitarias ante poco más de 5000 personas, con invitados como Charly García y Mercedes Sosa.

## Lista de canciones
1. «El diablo de tu corazón» (4:50)
2. «Lleva» (4:29)
3. «Rey Sol» (4:03)
4. «Vale» (3:12)
5. «Dale loca» (4:37)
6. «Acerca del niño proletario» (4:54)
7. «Noche en downtown» (5:04)
8. «Hay algo en el mundo» (4:01)
9. «Paranoica Fierita Suite» (5:39)
10. «The Shining of The Sun» (5:12)
11. «A medio paso de tu amor» (3:56)
12. «Molto lugar» (4:09)
13. «Regalo de bodas» (3:50)
14. «13» (1:45) (oculta)

## Músicos
- Fito Páez: Teclados y voz.
- Gonzalo Aloras: Guitarra, Teclados y voz.
- Gabriel Carambula: Guitarra.
- Guillermo Vadalá: Bajo.
- Shawn Pelton: Batería.
- Claudio Cardone: Teclados.
- Ana Álvarez de Toledo: Coros.